# Конопле
Конопле — деревня в Шимском районе Новгородской области в составе Шимского городского поселения.

## География
Находится в западной части Новгородской области на расстоянии приблизительно 15 км на восток-юго-восток по прямой от районного центра поселка Шимск к югу от озера Ильмень.

## История
На карте 1847 года уже была обозначена как поселение с 27 дворами. В 1909 году здесь (деревня Старорусского уезда Новгородской губернии) было учтено 43 двора

## Население
Численность населения: 267 человек (1909 год), 3 (русские 100 %) в 2002 году, 1 в 2010.